# Communauté de communes de la Moivre à la Coole
La communauté de communes de la Moivre à la Coole est une communauté de communes
française, située dans le département de la Marne en région Grand Est.

## Historique
Conformément aux prévisions du schéma départemental de coopération intercommunale (SDCI) de la Marne du 15 décembre 2011, la communauté de communes de la Moivre à la Coole est issue de la fusion, le 1er janvier 2014, de 4 petites communautés de communes, :
- la communauté de communes de la Vallée de la Coole :
communes de Breuvery-sur-Coole, Cernon, Coupetz, Ecury-sur-Coole, Faux-Vésigneul, Nuisement-sur-Coole, Saint-Quentin-sur-Coole[4] ;
- la communauté de communes de la Guenelle :
communes de Cheppes-la-Prairie, Mairy-sur-Marne, Saint-Martin-aux-Champs, Sogny-aux-Moulins, Togny-aux-Bœufs, Vitry-la-Ville[4] ;
- la communauté de communes du Mont de Noix :
communes de Coupéville, Dampierre-sur-Moivre, Francheville, Le Fresne, Marson, Moivre, Saint-Jean-sur-Moivre[4] ;
- la communauté de communes de la Vallée de la Craie :
communes de Chepy, Omey, Pogny, Saint-Germain-la-Ville, Vésigneul-sur-Marne[4] ;

Un arrêté préfectoral du 5 septembre 2016 étend le territoire de la communauté de communes à Courtisols, Poix et Somme-Vesle à compter du 1er janvier 2017.

## Territoire communautaire

### Composition
La communauté de communes est composée des 28 communes suivantes :

| Nom                            | Code Insee | Gentilé          | Superficie (km2) | Population (dernière pop. légale) | Densité (hab./km2) |
| ------------------------------ | ---------- | ---------------- | ---------------- | --------------------------------- | ------------------ |
| Saint-Germain-la-Ville (siège) | 51482      | Germaniots       | 11,74            | 669 (2022)                        | 57                 |
| Breuvery-sur-Coole             | 51087      | Breuvetiots      | 10,06            | 210 (2022)                        | 21                 |
| Cernon                         | 51106      | Cernonnais       | 16,1             | 126 (2022)                        | 7,8                |
| Cheppes-la-Prairie             | 51148      | Cheppiats        | 20,02            | 141 (2022)                        | 7                  |
| Chepy                          | 51149      | Chepiots         | 8,68             | 456 (2022)                        | 53                 |
| Coupetz                        | 51178      |                  | 10,65            | 84 (2022)                         | 7,9                |
| Coupéville                     | 51179      | Coupevillots     | 30,42            | 168 (2022)                        | 5,5                |
| Courtisols                     | 51193      | Courtisiens      | 65,62            | 2 345 (2022)                      | 36                 |
| Dampierre-sur-Moivre           | 51208      | Dampierrots      | 11,55            | 110 (2022)                        | 9,5                |
| Écury-sur-Coole                | 51227      | Ecuriots         | 18,3             | 491 (2022)                        | 27                 |
| Faux-Vésigneul                 | 51244      |                  | 39,42            | 239 (2022)                        | 6,1                |
| Francheville                   | 51259      | Franchevillots   | 9,43             | 192 (2022)                        | 20                 |
| Le Fresne                      | 51260      | Fresnois         | 17,71            | 75 (2022)                         | 4,2                |
| Mairy-sur-Marne                | 51339      | Mairyons         | 20,78            | 565 (2022)                        | 27                 |
| Marson                         | 51354      | Marsonniers      | 30,76            | 278 (2022)                        | 9                  |
| Moivre                         | 51371      | Moivriots        | 21,84            | 54 (2022)                         | 2,5                |
| Nuisement-sur-Coole            | 51409      | Nuisementais     | 15,13            | 385 (2022)                        | 25                 |
| Omey                           | 51415      | Omyats           | 3,94             | 201 (2022)                        | 51                 |
| Pogny                          | 51436      | Pognats          | 14,05            | 906 (2022)                        | 64                 |
| Poix                           | 51438      | Poitains         | 14,72            | 71 (2022)                         | 4,8                |
| Saint-Jean-sur-Moivre          | 51490      |                  | 15,07            | 200 (2022)                        | 13                 |
| Saint-Martin-aux-Champs        | 51502      | Saint-Martinots  | 7,2              | 106 (2022)                        | 15                 |
| Saint-Quentin-sur-Coole        | 51512      | Saint-Quentinois | 8,79             | 104 (2022)                        | 12                 |
| Sogny-aux-Moulins              | 51538      | Sogniats         | 6,69             | 110 (2022)                        | 16                 |
| Somme-Vesle                    | 51548      |                  | 35,31            | 346 (2022)                        | 9,8                |
| Togny-aux-Bœufs                | 51574      | Tognats          | 9,98             | 138 (2022)                        | 14                 |
| Vésigneul-sur-Marne            | 51616      |                  | 7,86             | 236 (2022)                        | 30                 |
| Vitry-la-Ville                 | 51648      |                  | 9,24             | 368 (2022)                        | 40                 |

### Démographie
| 1968  | 1975  | 1982  | 1990  | 1999  | 2007  | 2012  | 2017  |
| ----- | ----- | ----- | ----- | ----- | ----- | ----- | ----- |
| 6 485 | 9 692 | 8 191 | 8 625 | 8 589 | 9 275 | 9 531 | 9 592 |

## Organisation

### Siège
Le siège de la communauté de communes est en mairie de Saint-Germain-la-Ville, Grande Rue.

### Élus
La communauté d'agglomération est administrée par son conseil communautaire, composé de 44 conseillers communautaires pour la mandature 2020-2026, qui sont des conseillers municipaux  représentant chaque commune membre, et répartis de la manière suivante en fonction de leur population : 

- 11 délégués pour Courtisols ;

- 4 délégués pour Pogny ;

- 2 délégués pour Saint-Germain-la-Ville, Mairy-sur-Marne et Ecury-sur-Coole ;

- 1  délégué ou son suppléant pour les autres communes.
Le conseil communautaire renouvelé à la suite des élections municipales de 2020 dans la Marne a élu le 9 juillet 2020 son nouveau président, Julien Valentin, maire de Dampierre-sur-Moivre, ainsi que ses 5 vice-présidents, qui sont, :
1. Pascal Vansantberghe, maire de Nuisement-sur-Coole ;
2. Milène Adnet, maire de Courtisols ;
3. René Schuller, maire de Saint-Germain-la-Ville ;
4. Catherine Pujol, maire de Mairy-sur-Marne ;
5. Noël Voisin dit La Croix, maire de Marson.

Le bureau communautaire de la mandature 2020-2026 est constitué du président, des 5 vice-présidents et de 7 autres membres.

### Liste des présidents
| Période                                  | Période                   | Identité        | Étiquette | Qualité |
| ---------------------------------------- | ------------------------- | --------------- | --------- | --- |
| Les données manquantes sont à compléter. |                           |                 |           | |
| janvier 2014                             | avril 2014                | René Schuller   |           | Maire de Saint-Germain-la-Ville (1995 → ) Président de la CC de la Vallée de la Craie (2001 → 2013) Président de droit                                        |
| avril 2014                               | novembre 2018             | Michel Jacquet  |           | Agriculteur propriétaire-exploitant Maire de Togny-aux-Bœufs (2001 → ) Président de la CC de la Guenelle (2008 → 2013) Démissionnaire                         |
| novembre 2018                            | juillet 2020              | Hubert Arrouart |           | Comptable Maire de Courtisols (1995 → 2020) Président de la CC des Sources de la Vesle (2008 → 2013) Vice-président de la CC de Suippe et Vesle (2014 → 2016) |
| juillet 2020                             | En cours (au 20 mai 2021) | Julien Valentin | LR        | Agriculteur Conseiller départemental de Châlons-en-Champagne-3 (2015 → ) Maire de Dampierre-sur-Moivre (2020 → )                                              |

### Compétences
L'intercommunalité exerce les compétences qui lui ont été transférées par les communes membres, dans le cadre des dispositions du code général des collectivités territoriales. Il s'agit de : 
- Aménagement de l’espace pour la conduite d’actions d’intérêt communautaire : Schéma de cohérence territoriale (SCoT), plan local d’urbanisme (PLU) , document d’urbanisme en tenant lieu et carte communale, charte de Pays ;

- Actions de développement économique : zones d’activité, politique locale du commerce et soutien aux activités commerciales d’intérêt communautaire, promotion du tourisme, dont la création d’offices de tourisme ;

- Aires d'accueil des Gens du voyage ;

- Collecte et traitement des déchets des ménages et déchets assimilés ;

- Politique du logement et du cadre de vie d’intérêt communautaire : amélioration de l’habitat par la rénovation du patrimoine immobilier, notamment les opérations programmées d’amélioration de l’habitat, réflexion pour assurer entre les communes une répartition équilibrée et diversifiée de l’offre de logements ;

- Équipements culturels(bibliothèques)  et sportifs (gymnases et les terrains de tennis couverts), équipements de l’enseignement préélémentaire et élémentaire d’intérêt communautaire, équipements périscolaires : cantine, garderie et études surveillées, transports scolaires de l’enseignement préélémentaire et élémentaire ;

- Action sociale d’intérêt communautaire :  centre intercommunal d’action sociale (CIAS), maison d’accueil et de résidence pour l’autonomie des personnes âgées (MARPA), maison de santé, accueils des enfants de moins de 6 ans, relais d'assistantes maternelles (RAM), animateurs jeunesse chargés de la coordination et de la gestion des actions d’animation en faveur de la jeunesse des communes membres ;

- Eau potable et assainissement  collectif, contrôle des installations d'assainissement non collectif ;

- Développement numérique et déploiement de l’Internet à Haut Débit et nouvelles technologies de l’information et de la communication (NTIC) ;
- Création et aménagement des itinéraires de randonnée situés sur le territoire des communes membres et complémentaires au maillage des circuits de randonnées ainsi que  les vélo-routes et voies vertes reliant entre eux différentes communes de la communauté. L’ornement et la signalétique implantés sur ces itinéraires sont reconnus d’intérêt communautaire ;
- Actions de développement des loisirs et de soutien à des activités associatives  culturelles, sportives, sociales et environnementales ayant un rayonnement ou menant des actions intéressant plusieurs communes membres de la communauté de communes ;
- Constitution et gestion de réserves foncières nécessaires aux aménagements d’intérêt communautaire permettant la création de nouvelles zones et équipements reconnus d’intérêt communautaire ;
- Cotisation au service départemental d'incendie et de secours (SDIS) ;
- Démoustication.

### Régime fiscal et budget
La communauté de communes est un établissement public de coopération intercommunale à fiscalité propre.
Afin de financer l'exercice de ses compétences, la communauté de communes perçoit une fiscalité additionnelle aux impôts locaux des communes, sans fiscalité professionnelle de zone (FPZ ) et sans fiscalité professionnelle sur les éoliennes (FPE).
Elle collecte également la taxe d'enlèvement des ordures ménagères (TEOM) et la redevance d'enlèvement des ordures ménagères  (REOM), qui financent ce service public.
L'intercommunalité ne reverse pas de dotation de solidarité communautaire (DSC) à ses communes membres.

## Projets et réalisations
Conformément aux dispositions légales, une communauté de communes a pour objet d'associer des « communes au sein d'un espace de solidarité, en vue de l'élaboration d'un projet commun de développement et d'aménagement de l'espace ».
Outre la mise en œuvre courante des compétences transférées, la communauté a lancé dès sa création plusieurs chantiers d'investissement : la réalisation d'une maison médicale à Pogny, la construction de gymnases à Vésigneul-sur-Marne et à Nuisement-sur-Coole. Elle a lancé une étude pré-opérationnelle en vue de la mise en place d'une Opération programmée d'amélioration de l'habitat (OPAH).